# 黎明的Live Version
黎明的Live Version（英語：Leon’s Live Version）是香港歌手黎明的個人演唱會，演唱會由耀榮娛樂主辦，元綠壽司、和記電訊及東方紅藥業贊助，於1997年12月20日至1998年1月8日一連20場在香港體育館舉行，是香港主權移交後首個於該場館舉行跨年演唱會的歌手。

## 製作沿革

### 背景
《黎明的Live Version》（黎明的演唱版）是黎明繼1995年之後，再度於香港體育館（紅磡體育館）舉行的個人演唱會，在籌備前夕，黎明的經理人公司曾與上一次的演唱會主辦方熱浪製造所商討合作事宜，惟雙方未能在歌酬及製作費方面達成共識而無法合作。此演唱由張耀榮創立的耀榮娛樂有限公司主辦，金廣誠出任監製，雷頌德擔任表演嘉賓，演唱會定於1997年12月20日至1998年1月8日晚上8時15分舉行，不設加場。黎明的歌迷會「黎明家族」在演唱會籌備期間，收集會員對演唱會的舞台設計、歌曲選擇、表演形式等各方面意見，然後向黎明反映，而主辦單位在演唱會進行期間派出保安人員駐守，防止觀眾攜帶錄影機入場偷拍，整個演唱會的製作費、歌酬及場館租金等支出合共約港幣五千三百萬元，較預算超支近一千三百多萬元，其中300萬元超支費由黎明支付。

### 舞台製作
此演唱會開放全部4面觀眾席，採用四面舞台演出，舞台呈鵝蛋形設計，四面均有小型斜路，全場設置了11個快速升降台，能在1秒之內把演出者送上舞台，形成黎明和舞蹈員到處神出鬼沒的舞台效果，並以400支電腦燈配合演出，而舞台四面分別設有飛碟形的燈光設備，燈光除了照射舞台，亦可投射向觀眾席。黎明指以往香港的演唱會喇叭數量不足，以致輸出功率達到極限，出現拆聲情形，因此在這個演唱會增加喇叭數量，數量較以往的四面台演唱會多出一倍。舞台天花板設有一排可升降的燈光儀器，以及由44部電視機組成的螢幕牆，用於播放製作花絮、現場情況、鳴謝名單等，總重量達數十噸，事前需要先徵求建築專家分析及取得紅磡體育館方面同意，並加建一些輔助儀器協助吊起有關的儀器，整個製作的耗電量超出了紅磡體育館的負荷，需要租用三四部發電車維持電力供應。為免影響舞台搭建進度，主辦單位另覓場地搭建了兩個模擬舞台作綵排之用，其中一個舞台加設了機械儀器，用於綵排機械的走位和效果，另一個模擬舞台面積與紅館體育的舞台相同，供樂隊綵排及舞蹈排練。基於安全考慮，部份特技效果需要多花時間進行研究及檢查，因此未能於首場演唱會採用。

### 服裝造型
此演唱會由Jonathan Chan擔任形象顧問，他在籌備演唱會期間與黎明一起到歐洲選購衣料，主辦單位於1997年11月4日的記者招待會公佈黎明在這次演唱會的服裝造型，演唱會的官方海報展示出黎明穿著未有扣上鈕扣的襯衫，敞開胸口，頭髮亂中有序的造型，而在演唱會中，黎明一共有15個造型，如貓王皮禮士、未來戰士、不良少年及披頭四樂隊成員等形象，衣著以輕盈為主，以配合動作及舞步的編排。監製金廣誠曾經提議黎明赤裸上身及駁長髮演出，但該提議最終沒有被採納，黎明的服裝包括連身設計的恤衫、半透視裝和透視裝等，他穿著的緊身長褲起初採用按扣式褲頭設計，其後因容易鬆脫而改為扣鈕式設計，同時亦預備了白色、藍色、金色假髮，視乎演出效果而選用，所有服裝支出合共超過一百萬元港幣。

### 演出流程
黎明在演唱會序幕帶着結他自彈自唱，以一秒鐘之內從地面下升上舞台的方式出場，他演唱的歌曲均經過重新編排，以電腦燈光配合編曲，演唱語言包括粵語、國語、韓語、日語，以下是黎明在演唱會中主要演唱的歌曲名單：
1. 序幕：一夜傾情，夏日傾情，那有一天不想你
2. 重覆動作
3. 100樣可能
4. DNA出錯
5. 感應
6. 傳情達意
7. 危情追踪
8. 貪新愛舊
9. 只要為我愛一天
10. 女友的男友
11. 今天的天氣很好（韓語版）
12. 雜念（與雷頌德合唱）
13. 你這剎那在何方（與雷頌德合唱）
14. 或許、未必、不過（與雷頌德合唱）
15. 愛加深
16. 那有一天不想你
17. 不羈舞台
18. 招呼你朋友
19. 奇遇
20. I Love You OK
21. 我來自北京
22. 藍色街燈
23. 無名份的浪漫
24. 開放
25. 原來戀愛
26. 你令愛了不起
27. 如果這是情
28. 世界之最
29. 尾聲：情深說話未曾講
30. Encore：世界之最（於尾場戴上藍色假髮演唱）[35]

## 反響

### 籌備階段
演唱會門票於1997年11月5日在城市售票網公開發售，售價分別為港幣400元、200元、100元、50元，每人限購10張門票，有市民為了購買位置較佳的門票，在11月1日晚上開始到香港文化中心和紅磡體育館等售票場地露宿，當中大部份為年輕及中年女性，部份市民以三至四人一組，採用輪更制方式排隊；部份市民則以堆放雜物方式排隊，有人表示會花費2千元購買門票，最少會看五六場，也有人表示不想被子女看見自己排隊，並阻止記者拍照，眾人均表示為了支持自己的偶像，即使通宵排隊也是值得，部份人在購得門票後再次排隊購票。主辦單位負責人張耀榮估計在開售首天已經售出約二萬張門票，並表示他的內部訂購出現超額預訂情況，需要派出30人到售票場地排隊購買6千張門票以應付需求，表演嘉賓雷頌德亦表示有不少親友要求他代為購買門票。黎明對於公眾的支持感到高興，他表示此次演唱會開四面台，有很多位置佳的座位，不需要擔心買不到，並呼籲排隊購票的市民要多穿衣服，以免著涼。黎明的經理人公司負責人梁天恩表示會與主辦單位商量，考慮以抽籤形式分配位置較佳的門票。

### 演出階段
此演唱會受到各界關注及媒體廣泛報導，不少藝人及歌手均前來觀看黎明的演出，1997年12月30日，由來自10個國家及地區，年齡介乎4歲至82歲，為數約六百多人組成的「黎明家族世界大聯盟」，聚集在紅磡體育館外拉起橫額及叫喊口號，以打鑼打鼓方式表達對黎明的支持，被傳媒喻為「十國聯盟」粉絲團，亦有歌迷合資購買花籃送給黎明。在演唱會舉行期間，紅磡體育館外圍一帶成為流動商販售賣演唱會照片的熱門地點，當中以黎明穿著低胸服裝的照片最受歡迎。有商店售賣以黎明肖像製成的Q版玩具，約有十多種款式，包裝盒上標明「黎明演唱會紀念版」，並指明限量發行1千件，據傳媒表示商品售價為20元港幣，外觀不像黎明，質料一般，推出數天便接近售罄，黎明的經理人陳善之表示從未出版有關的產品，但由於香港沒有肖像權的註冊制度，因此無法控制以上情況。1997年12月31日的演唱會以跨年形式舉行，現場觀眾情緒高漲，完場後約有五百名觀眾在後台門口等候黎明，黎明基於安全理由在紅磡體育館逗留了1小時，其後由數十名警員開路下才能離開現場。此外，數名觀眾在演唱會期間多次在黎明與觀眾握手時候，利用尖利膠劍刺傷保安員的手，到尾場時該班觀眾再次重施故技，保安員隨即報警，警方其後向涉事觀眾發出口頭警告。

### 後續迴響
在20場演唱會結束後不久，有人將演唱會片段製作成VCD，在售賣盜版唱片的店舖發售，一度出現搶購情況，售價由港幣30元炒賣至80元。對於有不法商人將此演唱會製作成盜版VCD在市面上出售，黎明感到氣憤，認為是政府打擊盜版政策不力所致，對藝人不公平亦感無奈，他表示在演出快歌時，紅磡體育館頂部電視是沒有畫面，以免影響燈光效果，而盜版VCD是沒有快歌部份，因此他懷疑是紅磡體育館方面出問題，會派人與紅磡體育館工作人員研究，一定會追究到底，並表示不會因此而改變主意推出演唱會影碟賺錢。1998年中，負責為演唱會製作電視宣傳廣告的公司入稟香港特別行政區高等法院，向負責籌組演唱會的耀榮娛樂有限公司追討港幣40萬元的廣告費（案件編號：HCA 10668／98），黎明回應記者提問時表示不知情，事件交由演唱會負責人張耀榮處理。

## 評論摘要

### 主辦單位
主辦單位負責人張耀榮表示當時香港經濟市道不景氣，舉辦演唱會要冒蝕本的風險，但他認為黎明的演唱會意念很好，因此決定舉辦，並表示此演唱會的製作費嚴重超支，比他以往主辦的任何一個演唱會昂貴，他認為此演唱會門票銷售情況理想，剛開始售票便有數場門票售罄，對於因紅磡體育館沒有檔期而未能加場感到可惜。張耀榮曾計劃在1998年12月再次為黎明舉辦演唱會，但黎明表示自己有其他工作在身，沒有足夠時間籌備，不希望在時間緊迫的情況下舉辦演唱會，以免影響口碑，他對於市面上出現盜版的演唱會VCD感到憤怒，表示會循法律途徑追究責任，並呼籲市民大眾不要購買有關的盜版影碟。

### 傳媒及觀眾
傳媒認為此演唱會達到國際水準，舞台製作有心思，燈光、音響和特技效果令人目不暇給，每場演唱會都吸引亞洲各地的觀眾組團助陣。黎明在形象方面有突破性演出，而且越唱越起勁，整個演唱會沒有冷場，快慢歌銜接流暢，並展現長足的唱功，舞蹈亦令人刮目相看。評論指被喻為「天降財神」的飛碟型射燈能夠以不同的燈光變化去營造舞台氣氛，並噴出煙霧配合，增加不少視覺上的效果。傳媒和觀眾對於黎明的各種服裝造型評價不一，當中以半透視裝和透視裝造型獲得最多評論，評論認為黎明的裝扮令人耳目一新，衣服雖然性感，但不會刻意暴露，能夠恰當地顯露黎明的身材，而黎明配戴的灰白色假髮被認為與他的外型不相襯，有報章刊登假髮的正面、側面和背面照片並作出評價，認為效果欠理想，也有傳媒認為黎明穿上1970年代的復古裝扮，演唱他當時的新歌〈重複繼續〉，給觀眾不一樣的感受。部份坐在後排高處的觀眾表示被舞台頂部的飛碟型燈光架阻礙視線，加上場館四面的大型電視沒有開啟，導致他們看不清楚舞台上的演出，有觀眾則以「誠意可嘉」來評價此演唱會，認為演唱會的每一細節都極盡心思，黎明的歌唱和跳舞技巧明顯較以往進步。此外，傳媒指演唱會完場後，有人在街上售賣當晚的演唱會照片，且質素頗佳，認為偷拍和偷錄並非個別事件，而是有目的的商業牟利行為，政府當局應該要重視有關問題。

### 歌手
黎明表示以往他在紅磡體育館舉行的演唱會均抽不中聖誕節檔期，此次演唱會能夠抽中並跨年演出，對他而言是一件十分開心的事，而演唱會的宣傳海報是他歷年來的紅館演唱會中拍得最滿意的一幀，並以鮑魚、魚翅、清湯來比喻自己的演唱會，清湯的材料要充足，夠乾淨俐落，給人實在及滿足感覺，同時認為個人演唱會最重要是好的製作及有誠意，不會讓觀眾覺得歌手只是為了賺錢而舉行演唱會，若果不下本錢製作演唱會，香港的演唱會市場便會像電影市場般萎縮，因此他願意自行承擔部份舞台製作支出。雷頌德表示自己在此次演唱會擔任表演嘉賓，與黎明一起合唱自己的創作的歌曲，而非出任音樂總監，是要表達出他和黎明是音樂上的搭擋。黎明對自己的演出表現感到滿意，但認為自己在首場演出的時候有點緊張，他表示喜歡舉行個人演唱會，能夠與觀眾直接有交流，希望在觀眾心目中的評分是有進步。